# Kōji Sekimizu

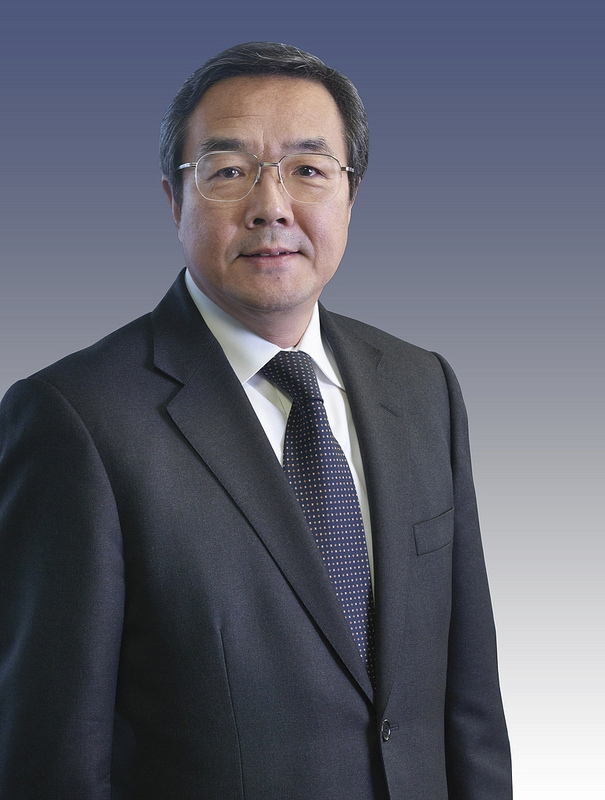
Kōji Sekimizu, 2013

Kōji Sekimizu (jap. 関水 康司, Sekimizu Kōji; * 3. Dezember 1952 in Yokohama) ist ein japanischer UN-Funktionär. Von 2012 bis 2015 war er Generalsekretär der Internationalen Seeschifffahrts-Organisation.

## Ausbildung und beruflicher Werdegang
Seine schulische Bildung erhielt Sekimizu in Yokohama. Das Studium der Ingenieurwissenschaften absolvierte er an der Universität Ōsaka und schloss es 1975 ab. Das anschließende Masterstudium beendete er zwei Jahre später mit einer Arbeit zur Vibrationsanalyse. Im April 1977 trat er in den öffentlichen Dienst ein und wurde vom Transportministerium zur Inspektion von Schiffen in Nagasaki eingesetzt. 1979 wechselte er in das Transportministerium, wo er für die innerstaatliche Umsetzung der Richtlinien der Internationalen Seeschifffahrts-Organisation zuständig war. Ab Juli 1980 nahm Sekimizu als Mitglied der Japan Ship Technology Research Association an Sitzungen der Internationalen Seeschifffahrts-Organisation teil. Im April 1982 wurde er zum stellvertretenden Leiter der Abteilung für Umweltschutz am Transportministerium befördert. 1984 wurde er zeitweilig an das Außenministerium versetzt, wo er mit Angelegenheiten betreffend die OECD befasst war. Nach seiner Rückkehr an das Transportministerium arbeitete Sekimizu als stellvertretender Leiter der Abteilung für Sicherheitsstandards. Im Juli 1989 trat er in den Dienst der Internationalen Seeschifffahrts-Organisation und arbeitete zunächst in der Abteilung für Technologie und Sicherheit auf See. 1992 wurde er Leiter dieser Abteilung. Ab Oktober 1997 war er stellvertretender Leiter der Abteilung für Meeresumwelt und ab August 2000 deren Direktor. Anfang 2004 kehrte er als Direktor in die Abteilung für Sicherheit auf See zurück. Dort war er unter anderem an der Umsetzung des International Ship and Port Facility Security Code und der Ausarbeitung des Long range identification and tracking beteiligt. Am 1. Dezember 2011 wurde Sekimizu zum siebten Direktor der Internationalen Seeschifffahrts-Organisation ernannt und trat das Amt zum 1. Januar 2012 an.

## Sonstiges
Sekimizu ist verheiratet, Vater von zwei Kindern und zweifacher Großvater. In seiner Freizeit komponiert er Lieder. Er ist Mitglied der Japan Society of Naval Architects and Ocean Engineers. 2012 folgte er Efthimios Mitropoulos als Kanzler der World Maritime University, ein Amt, das er bis 2015 innehatte.

## Publikationen (Auswahl)
- Shipping needs global standards. In: Ports & Habors. 57, Nr. 2, März/April 2012, ISSN 0554-7555.
- IMO's commitent to issue of passengership safety. In: Lloyd's List. 2005, ISSN 0144-820X, S. 15.